# Hesham Mesbah
Hesham Mesbah, né le 17 mars 1982 à Alexandrie, est un judoka égyptien évoluant dans la catégorie des moins de 90 kg (poids moyens).

## Biographie
Présent à de multiples reprises sur le podium aux championnats d'Afrique depuis 2001, Hesham Mesbah termine au pied du podium lors des championnats du monde organisés pour la première fois en Égypte et sur le continent africain en 2005. Au cours de ce tournoi, il bat notamment le champion olympique en titre Zurab Zviadauri, le champion d'Europe Christophe Humbert ou le médaillé olympique Khasanbi Taov ; mais il échoue à monter sur le podium en perdant face au Néerlandais Mark Huizinga. Il termine de nouveau au pied du podium lors de l'édition 2007 des mondiaux organisés à Rio de Janeiro. En 2008, à l'occasion de sa seconde participation aux Jeux olympiques après 2004, il remporte la médaille de bronze en remportant le combat pour la troisième place contre le Français Yves-Matthieu Dafreville. Il avait été battu dès le second tour du tableau principal par le Géorgien Irakli Tsirekidze. Hesham Mesbah remporte la seconde médaille olympique de l'Égypte en judo, 24 ans après Mohamed Rashwan qui s'était illustré en toutes catégories aux Jeux olympiques d'été de 1984.

## Palmarès

### Jeux olympiques

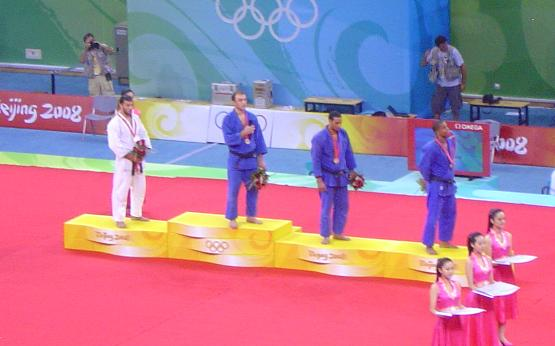
Hesham Mesbah, 2e en partant de la droite sur le podium des JO de Pékin

- Jeux olympiques de 2008 à Pékin (Chine) :
  -  Médaille de bronze en moins de 90 kg (poids moyens).

### Divers
- Continental :
  - 6 podiums aux championnats d'Afrique (3e en 2001, 3e en 2002, 1er en 2004, 2e en 2005, 1er en 2006, 2e en 2008).
  - 1 podium aux Jeux panafricains (1er en 2007).

- International :
  - 1 podium aux Jeux méditerranéens (2e en 2005).